# Oberhoffen-sur-Moder
Oberhoffen-sur-Moder (Oberhofen an der Moder in tedesco) è un comune francese di 3 650 abitanti situato nel dipartimento del Basso Reno nella regione del Grand Est.

## Società

### Evoluzione demografica
Abitanti censiti